# KS-19 100mm高射砲
KS-19 100mm高射砲（ロシア語: 100-мм зенитная пушка КС-19）は、ソビエト連邦で開発・運用された高射砲である。第二次世界大戦終結後に導入され、朝鮮戦争やベトナム戦争などで共産党陣営の兵器として運用された。ウクライナ侵攻においてロシア側が現在運用しており、小数がウクライナ側に鹵獲されている。

## 概要

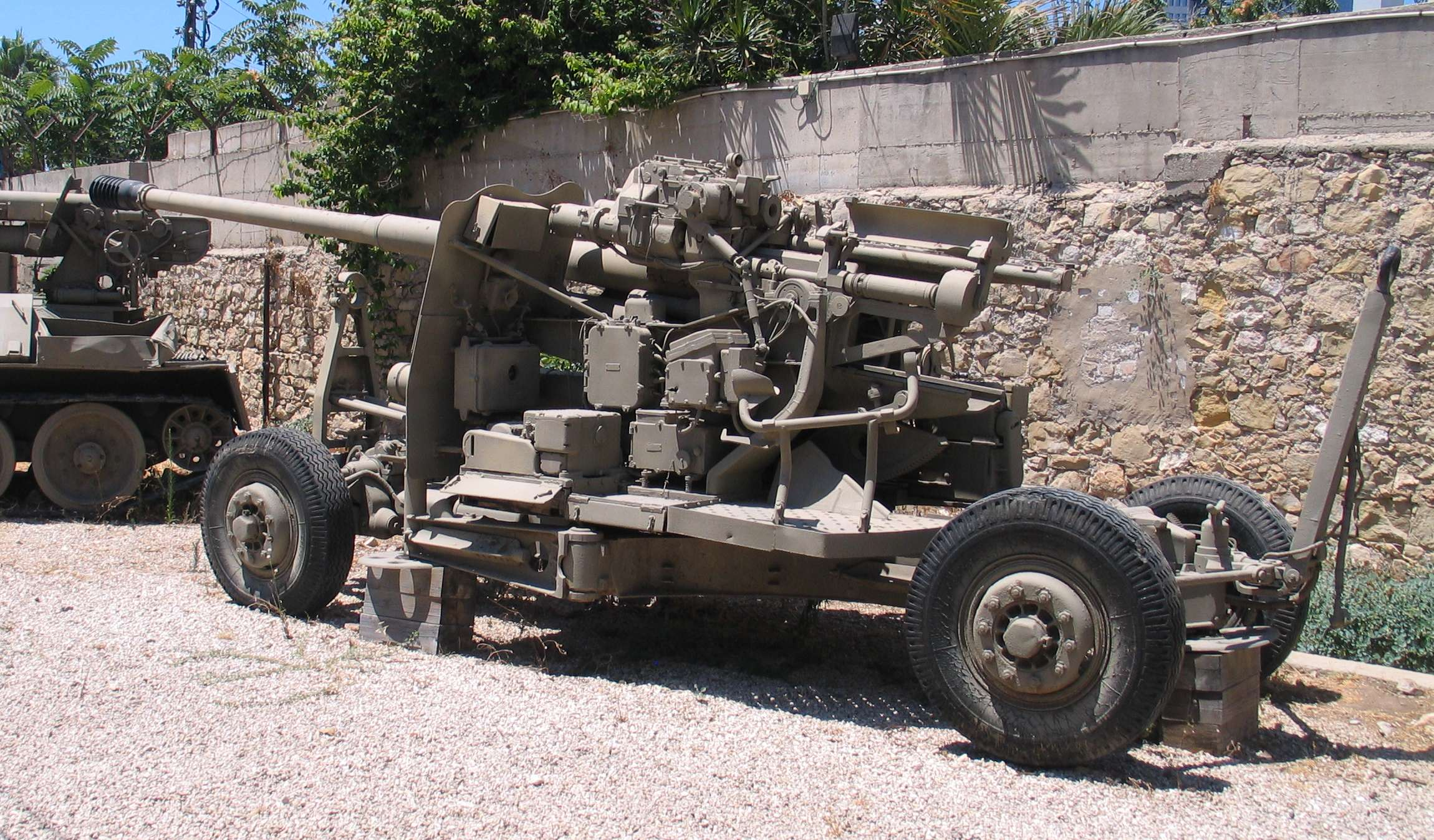
イスラエル国防軍歴史博物館のKS-19

KS-19は、現在では地対空ミサイルなどの発達により前線からほぼ退いている（対地攻撃任務を行う場合は前線に配置される。）重牽引対空砲の一種である。牽引砲であるため、AT-Tのような重砲兵トラクターが運用には必要だった。 
運用に必要な15名の砲兵たちは、このトラクターで予備弾薬などとともに運搬されるのが一般的であった。熟練の兵士になると、1分間で15発の砲弾を発射可能であったと言われている。KS-19の砲兵らは対空目標の発見に長けており、SON-9やPUAZO-6/19などのレーダーとともに運用することで精度の向上が期待できた。
KS-19は重い砲弾を用いているため、高射砲ではあるものの装甲車などを標的にすることも多かった。
イランでは、独自にKS-19の改良型が開発されている。

## 自走砲型
キューバでは、KS-19をT-34/85の車体に搭載した自走対空砲が独自に開発され配備されている。
またシリアやレバノンを拠点に活動するヒズボラは、KS-19を2K12"クーブ" (SA-6"ゲインフル")、あるいは民生品の大型6輪トラックの車体に搭載した自走対空砲を運用している。

## 運用国

### 現在の運用国
- カンボジア - 50門
- キューバ [6]
- イラン[7]
- モーリタニア - 12門[8]
- ニカラグア - 18門
- 朝鮮民主主義人民共和国[9]
- ルーマニア[10]
- シリア - 100門以上[11]
- ベトナム[9]
- イエメン

### 過去の運用国
- アフガニスタン[9]
- アルバニア
- アルジェリア
- ブルガリア
- 中国
- チェコスロバキア[9]
- エジプト
- ハンガリー
- イラク
- カザフスタン[9]
- ギニア
- ポーランド
- モロッコ
- 北ベトナム
- ソマリア
- ソビエト連邦
- スーダン